# Castles in the Sand (Beverly Hills, 90210)
Castles in the Sand is de zesde aflevering van het derde seizoen van het tienerdrama Beverly Hills, 90210, die voor het eerst werd uitgezonden op 19 augustus 1992.

## Verhaal
Brenda kan het maar moeilijk achter zich laten dat ze Rick heeft verlaten. Eenmaal thuis vinden Kelly en Dylan het moeilijk om hun affaire te verzwijgen voor Brenda. Kelly kan het moeilijk aanzien hoe Brenda zoent met Dylan en voelt zich ontzettend schuldig, waardoor ze Brenda zo vaak mogelijk ontwijkt.
Als bij haar thuiskomst Dylan niet aanwezig is, neemt ze haar ouders apart en vraagt of er iets veranderd is. Jim en Cindy zijn verbaasd dat Brenda volwassen doet en accepteren dat Dylan een deel is van Brenda's leven. Voor het eerst is hij weer welkom. Brenda geeft toe aan Kelly dat ze op vakantie iets heeft gehad met Rick. Ook zegt ze dat ze vermoedt dat Dylan vreemd is gegaan, omdat hij haar extra lief behandelt.
Ondertussen ontdekt Brandon dat Brooke niet het meisje van zijn dromen is als ze meerdere racistische opmerkingen maakt. Hij probeert er eerst mee overweg te gaan, maar na de zoveelste opmerking maakt hij het uit met haar. Op hetzelfde moment weet Steve een grote optreden voor David te regelen en moet Andrea afscheid nemen van Cameron, aangezien het einde van de zomer aangebroken is.

## Rolverdeling
- Jason Priestley - Brandon Walsh
- Shannen Doherty - Brenda Walsh
- Jennie Garth - Kelly Taylor
- Ian Ziering - Steve Sanders
- Gabrielle Carteris - Andrea Zuckerman
- Luke Perry - Dylan McKay
- Brian Austin Green - David Silver
- Tori Spelling - Donna Martin
- Carol Potter - Cindy Walsh
- James Eckhouse - Jim Walsh
- Dean Cain - Rick
- Alexandra Wilson - Brooke Alexander
- Ann Gillespie - Jackie Taylor
- Matthew Laurance - Mel Silver
- David Sherrill - Jack Canner
- James Pickens jr. - Henry Thomas
- Darrell Thomas Utley - Cameron Shaw
- Meg Wittner - Ellen Shaw
- Randy Spelling - Kenny
- Kirk Thornton - Ron Checkic